# Perlesvaus
Perlesvaus, chiamato anche Li Hauz Livres du Graal (L'Eccelso Libro del Graal), è un romanzo del ciclo arturiano in antico francese, databile al primo decennio del XIII secolo (sebbene le sue due redazioni siano collocate, come termine ante quem e post quest, tra il 1191 e 1212 e il 1212 e 1225) e di autore ignoto. È nelle intenzioni un proseguimento dell'incompiuto Perceval o il racconto del Graal di Chrétien de Troyes, ma è considerato la storia meno canonica tra quelle arturiane per via delle notevoli differenze rispetto alle altre versioni. È conservato in tre manoscritti, due frammenti e due stampe del XVII secolo.
L'opera inizia spiegando che il suo protagonista, Percival, non ha adempiuto il proprio destino di ottenere il Santo Graal perché non è riuscito a porre al Re Pescatore la domanda che lo avrebbe guarito, un episodio collegato all'intreccio di Chrétien. L'autore fa presto una digressione rivolgendosi alle avventure di cavalieri come Lancillotto e Gawain, molte delle quali non trovano riscontro nel resto della letteratura arturiana. Spesso gli eventi e le descrizioni dei personaggi sono del tutto in disaccordo con altre versioni della storia.